# 沙洋县
沙洋县位于中国湖北省中部，是荆门市所辖的一个县。面积为2044平方公里，常住人口約40万人。

## 历史
地处汉江中游的沙洋有着悠久的历史。据史料记载，中国历史上建立的第一个县级政权——权县，就诞生在沙洋。这里是远近闻名的“小汉口”。有诗为证：“十里帆樯依市立，万家灯火彻宵明。”沙洋港口商埠兴旺、水运发达，南来北往的商贾栖居沙洋，曾建有古色古香的“八大街”，可惜全毁于日本侵略者的战火之中。在1960年代之前，沙洋是与汉口、沙市、宜昌相提并论的八大重镇之一。
1960年，从江陵县划出，设沙洋市；1961年改镇，并入荆门县；1985年设区；1998年，沙洋区改沙洋县。2012年11月滨江新区正式成立，位于县城西北部。

## 人口
根據第七次人口普查數據，截至2020年11月1日零時，沙洋縣常住人口395717人。

## 行政区划
沙洋县下辖13个镇：
沙洋镇、五里铺镇、十里铺镇、纪山镇、拾回桥镇、后港镇、毛李镇、官垱镇、李市镇、马良镇、高阳镇、沈集镇、曾集镇和沙洋监狱管理局。

## 交通
- 234国道、 348国道过境，汉渝高速已列入国家规划[4][5][6]。